# Капсульна гвинтівка
Капсульна гвинтівка — гвинтівка, яка має ударний капсуль замість давніх кременевих або гнотових варіантів. Швидке заряджання і невелика кількість рухомих частин зробили цю гвинтівку більш універсальною і надійною у порівнянні з іншими однозарядними гвинтівками. Іншою перевагою ударного капсулю було те, що дощ не впливав на ведення вогню, кременеві та гнотові рушниці не стріляли під дощем.
США прийняли на озброєння капсульну систему в 1841 і почали виробництво гвинтівки M1841 Mississippi у тому ж році Harper's Ferry Armorer. Це була капсульна гвинтівка зі стволом довжиною 33-дюйми під набій .54 калібру. Нова зброя стала дуже популярною, тому що була точною та зручною в використання, а крім того коричневий ствол контрастував з яркими мідними накладками, що надавало гвинтівці приємний вигляд. Воно заробило славу під час американо-мексиканської війни у загоні Джефферсона Девіса стрільців з Міссісіпі у битві при Буена-Віста, крім того система була настільки популярною, що її скопіювали виробники зброї Конфедерації. Деякі пізніше було перероблено під набій .58 калібру і отримали відкриті далекобійні приціли, але та зброя яку використовували при Мілл Спрінгс скоріш за все були оригінальними гвинтівками під .54 калібр, які мали прості відкриті приціли. Багато перших капсульних гвинтівок були перероблені з кременевих мушкетів. Капсульні гвинтівки випускали не дуже довго, тому що в 1860-х капсульні гвинтівки замінили казнозарядні гвинтівки, наприклад гвинтівка Спрингфілда Модель 1856 або Шнайдер-Енфілд. Гвинтівка Дрейзе мала голчастий ударник, а не ударний капсуль, показала, якими швидкострільними казнозарядні голчасті гвинтівки.

## Відомі капсульні гвинтівки
Відомі капсульні гвинтівки/мушкети:
- Brown Bess кілька переробок — Велика Британія 1840-і
- Гвинтівка Brunswick Велика Британія — 1836—1885
- Кілька перероблених мушкетів Charleville — Франція — 1717—1840
- Infanteriegewehr Modell 1842 Швейцарія
- Гвинтівка Joslyn США — 1855—1865
- Гвинтівка Lorenz — Австрія — 1854
- Гвинтівка M1819 Hall одна з перших капсульних гвинтівок — США — 1820—1830
- Гвинтівка M1841 Mississippi — США — 1840 — Harpers Ferry Armory, Е. Вітні
- Гвинтівка Minié — Франція
- Мушкет Model 1795- кілька переробок — 1795 гвинтівка  Springfield
- Мушкет Model 1816 Musket — кілька переробок — 1816 Springfield
- Мушкет Model 1822 Musket — кілька переробок — 1822 Springfield
- Springfield Model 1842 — перший не перероблений капсульний мушкет
- Гвинтівка Fayetteville — КША — 1862—1865
- Гвинтівка Richmond — КША — 1861
- Pattern 1853 Enfield — США — 1853—1889
- Гвинтівка Sharps казнозарядна — США — 1848
- Springfield Model 1861
- Springfield Model 1863
- Vereinsgewehr 1857 — Німеччина — 1861—1868
- Whitworth rifle — Велика Британія — 1854—1857

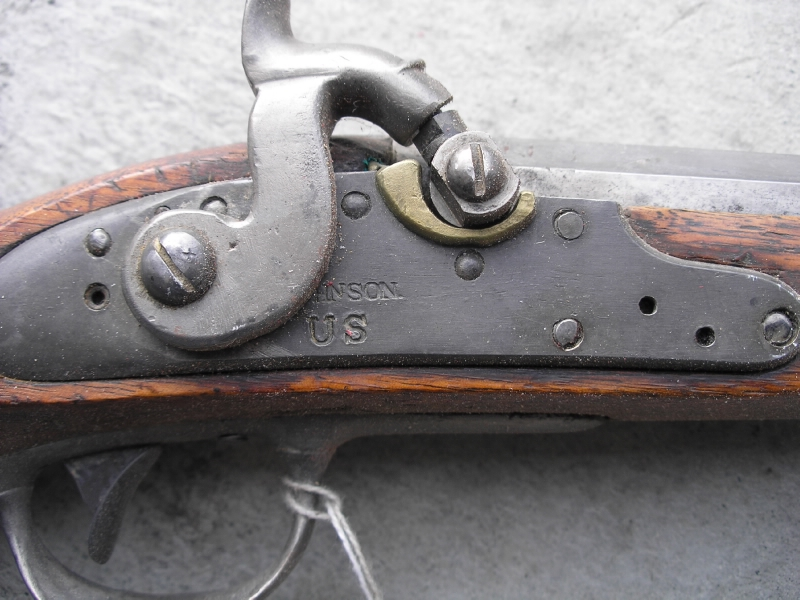
Кременева рушниця Модель 1814 перероблена Р. Джонсоном під ударний капсуль.
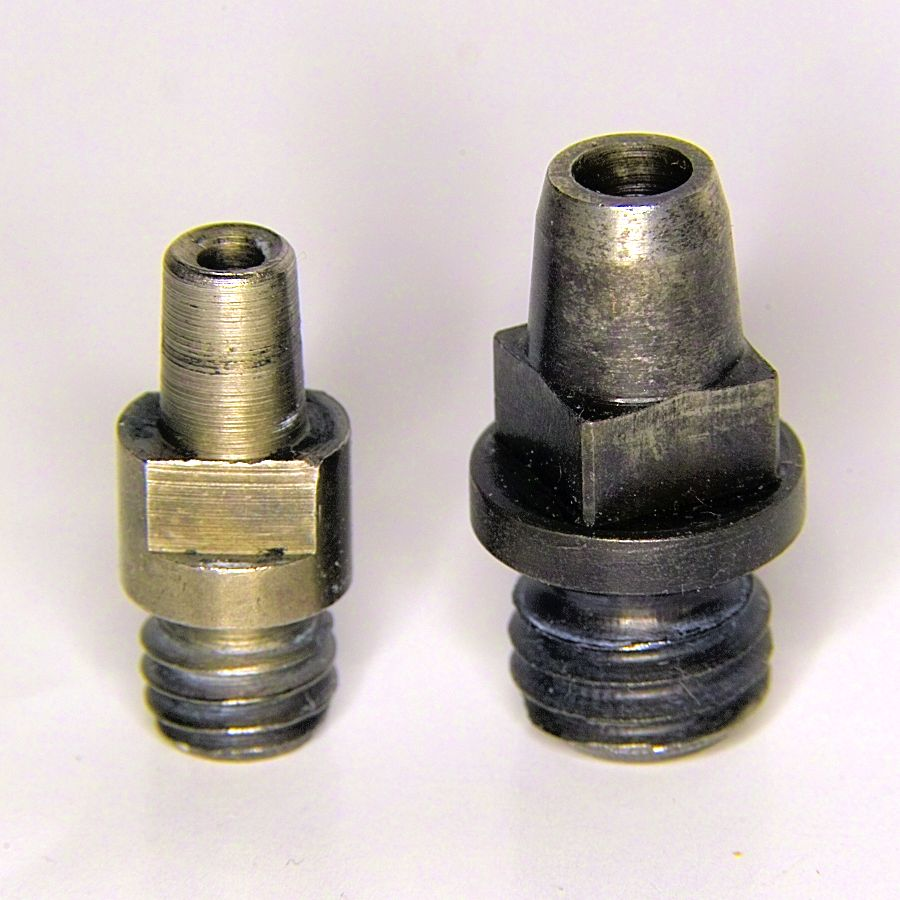
Патрубки ударних капсулів, полум'я спрямовується до заряду через отвір.
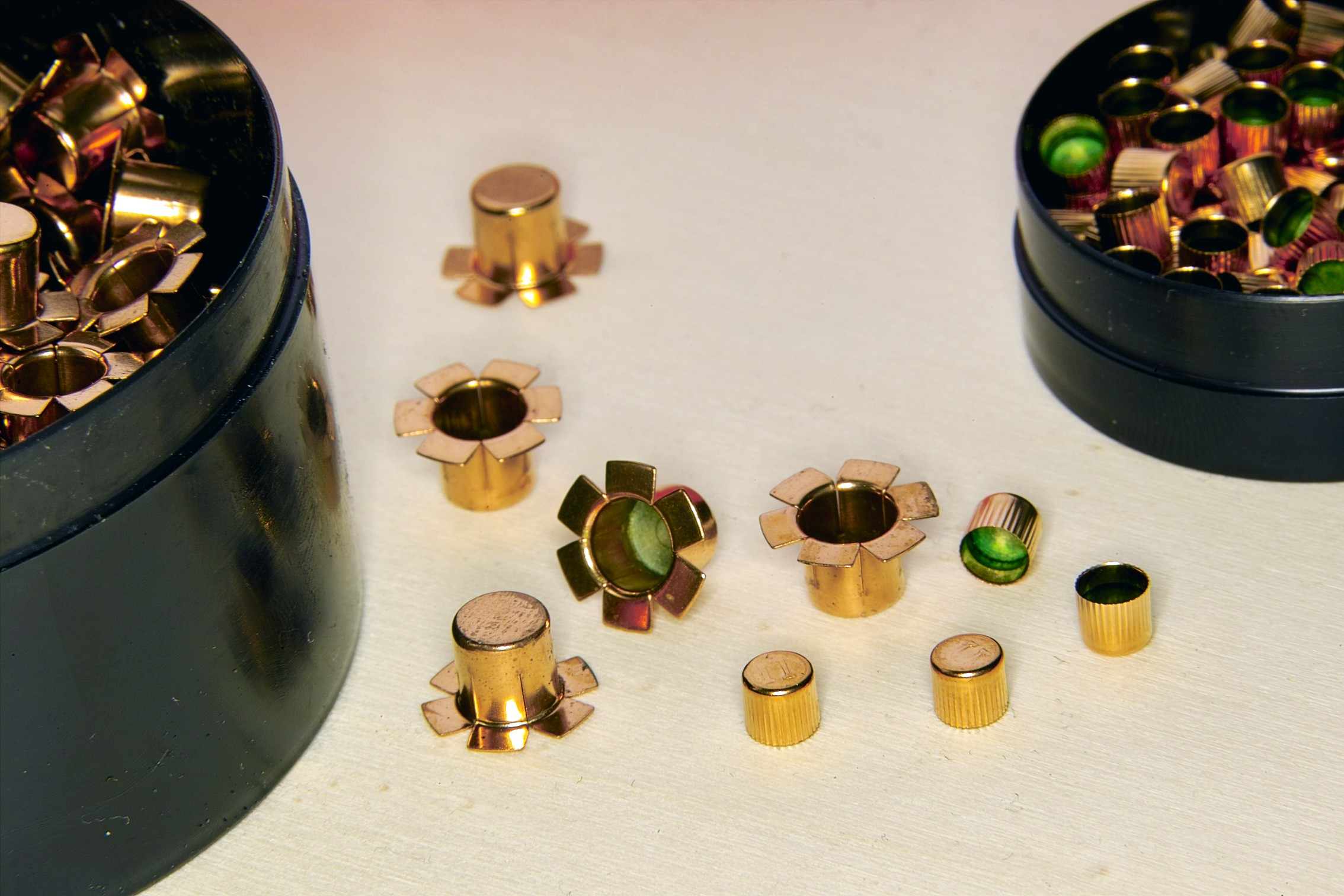
Ударні капсулі